# Konvertor (textil)
Konvertor je stroj na přeměnu textilních filamentů na staplová vlákna.
Stroji se předkládají filamenty ve formě kabelu, ze kterého se získávají vlákna v předem stanovených délkách, paralelně uložená do tvaru pramene.
Podle způsobu práce se obvykle rozeznávají konvertory řezací, trhací
a (méně známé) stříhací.

## Řezací konvertor

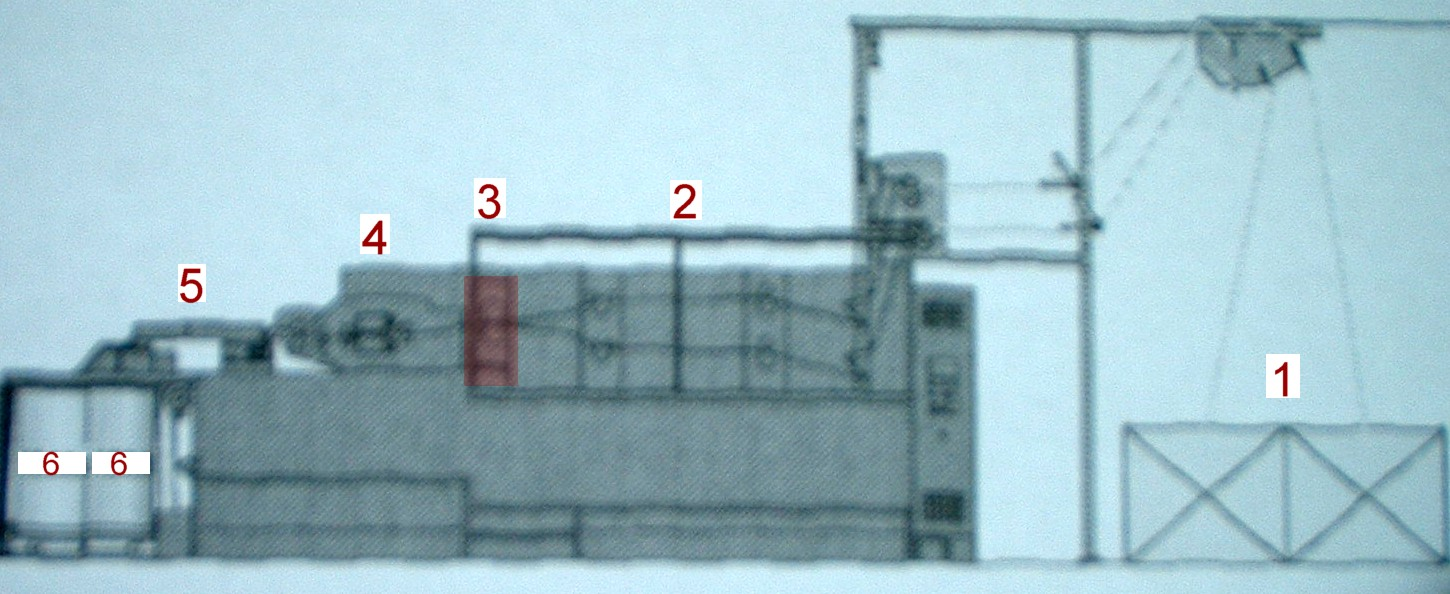
Schéma řezacího konvertoru

Funkce stroje je naznačena na nákresu vpravo: Kabely s filamenty (1) přichází přes podávací válce (2) k řezacímu ústrojí (3), kde pod tlakem až 3 kN dochází k dělení na staplová vlákna. Svazky rozřezaných vláken se pak zjemňují v průtahovém ústrojí, (4) zkadeřují v pěchovací komůrce (5) a zhušťují do pramene, který se ukládá do konví (6).

### Konstrukce a použití stroje
Předkládané kabely mohou vážit až 240 g/m, jednotlivé filamenty 1,3–17 dtex. Filamenty se rozkládají na pracovní šířku cca 20 cm, takže na 1 cm připadá řádově asi 20.000 jednotlivých vláken. Řezací válec má spirálovitě uložené břity, vzdálenost řezu se nechá nastavit tak, aby odpovídala délce vlněných vláken. Staplový diagram má podobu zkoseného rovnoběžníku, většina vláken má například délku od 75 do 105 mm. Následující hřebenové průtahové ústrojí může až desítinásobně zjemnit vrstvu vláken, výsledný pramen o váze 15–30 g/m se odvádí rychlostí až 400 m/min.
Řezací konvertory se dají použít pro všechny druhy umělých vláken, nejčastější je použití v přádelnách česané vlny pro přípravu polyesterových a polyamidových vláken k mísení s vlněnými česanci. Před směsováním s vlnou se musí prameny konvertorovaných vláken na protahovacích strojích zbavit nopků a slepenců (a případně barvit). Pro velmi jemné příze (cca od 15 tex) se musí konvertorovaný materiál česat zároveň s vlnou.

## Trhací konvertor
Princip práce stroje: Několik párů válců se stoupající obvodovou rychlostí postupně napíná a trhá nekonečná vlákna na předem stanovené rozmezí délek (stapl). Před trhacím ústrojím jsou umístěny vyhřívací desky, mezi kterými prochází filamenty při výrobě sráživých vláken. Sráživost vzniká tak, že určité syntetické materiály vyhříváním změknou a následným prudkým vydloužením se změní orientace molekul ve vláknech.

### Konstrukce a použití stroje
Předloha může vážit až 240 g/m (filamenty 0,8–17 dtex). K sevření vláken mezi trhacími válci je nutná síla až 23 kN (pneumatika a patřičné chlazení). Desky na srážlivá vlákna se vyhřívají na 220 °C, ve vláknech se vytvoří sráživost 17–26 %. Trhání probíhá ve dvou etapách, v trhání a dotrhávání. Vzdálenost mezi dotrhávacími válci se nastavuje tak, aby délka vláken odpovídala přibližně staplu vlny, například mezi 90 a 180 mm. Tvar staplu vedle sebe uložených vláken bývá téměř trojúhelníkový. Stroje ze začátku 21. století mohou dodávat až 400 metrů pramene za minutu.
Trhací konvertory se používají hlavně k výrobě sráživých staplových vláken z polyakrylonitrilu. Ta se pak zpracovávají podobně jako česaná vlna (ovšem bez česání) buďto bez příměsí nebo ve směsi s vlnou, především pro pletařské příze. Možné je však i trhání viskózových, polyesterových a jiných filamentů. Polyesterové příze předené touto technologií se například často používají k výrobě šicích nití.

## Stříhací konvertor
V odborné literatuře z 80. let minulého století se najdou zmínky o tomto stroji (japonské výroby), v současné době však není o jeho použití nic známo.

## Kombinované konvertory
V 60. a 70. letech se používaly tzv. turbostaplery, ve kterých se kombinovalo na jednom stroji trhání a řezání. Z pozdější doby však není o použití těchto zařízení nic známo.

## Textilní konvertor v odlišném významu

### Konvertorová přádelna
Tento výraz se někdy používá pro provozy, které vyrábí přízi bez rozvolňování a mykání (hotově dodávaných) stříží z umělých vláken. Konvertor je namísto toho na začátku procesu, další postup výroby je stejný jako u česané vlny a syntetické nebo směsové příze mají podobný charakter jako výrobky z česané vlny.

### Podnikatelská činnost / povolání
Konvertor (angl.: converter, něm.: Konverter) je podnikatel nebo podnik, který nakupuje textilie nebo nechá textilie vyrábět podle svých příkazů a prodává je maloobchodním firmám.  